# Église de Luisenstadt

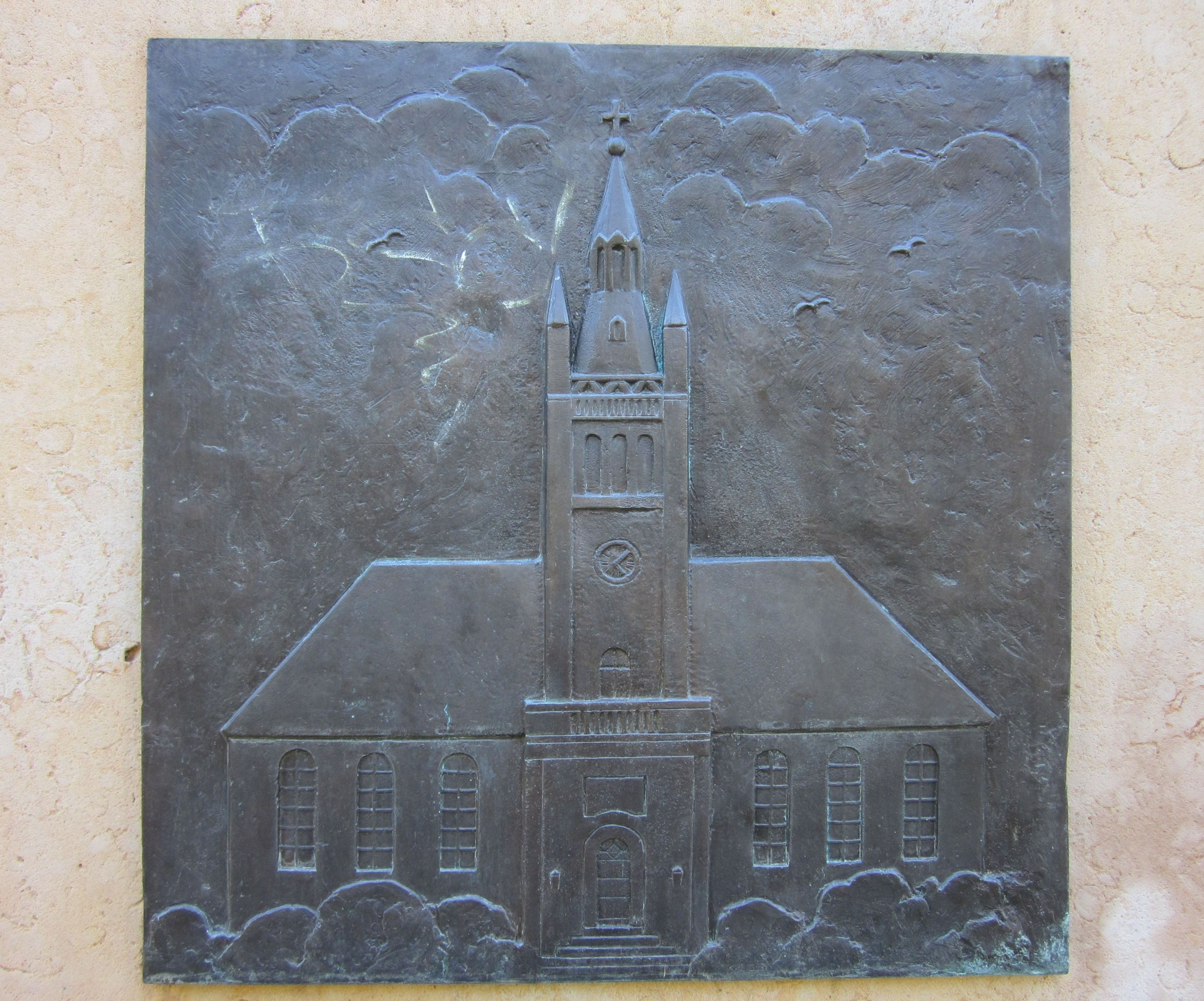
Représentation en relief de l'église sur une stèle d'information dans le

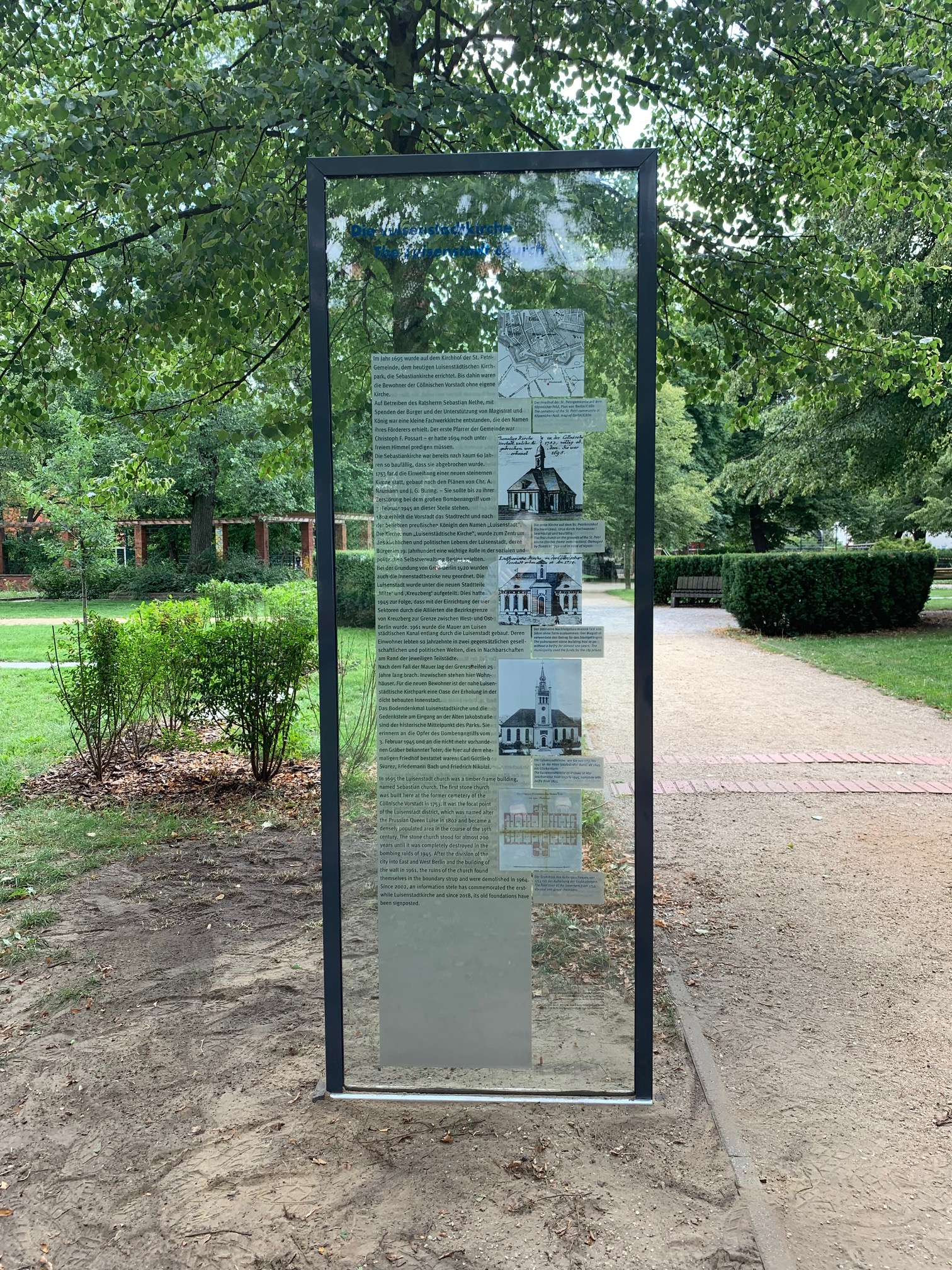
Nouvelle plaque commémorative et explicative depuis août 2019 dans le parc de l'église de Luisenstadt

L'église de Luisenstadt, ou église Saint-Sébastien, est une église protestante dans le quartier historique de Luisenstadt du quartier de Mitte à Berlin jusqu'en 1964.

## Histoire

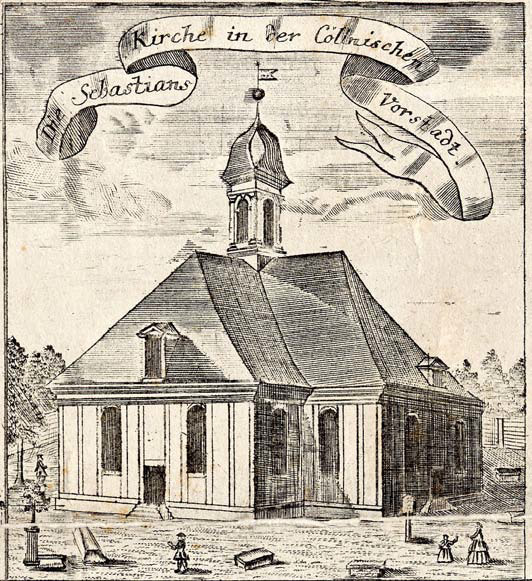
L'église Saint-Sébastien dans le faubourg de Cölln en 1748 (construction à partir de 1695)

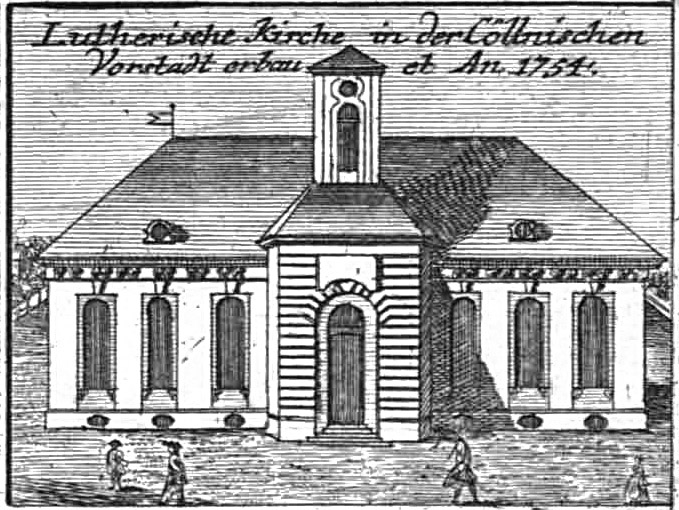
L'église Saint-Sébastien en 1757, également appelée église luthérienne dans le faubourg de Cöllnische (construction à partir de 1751)

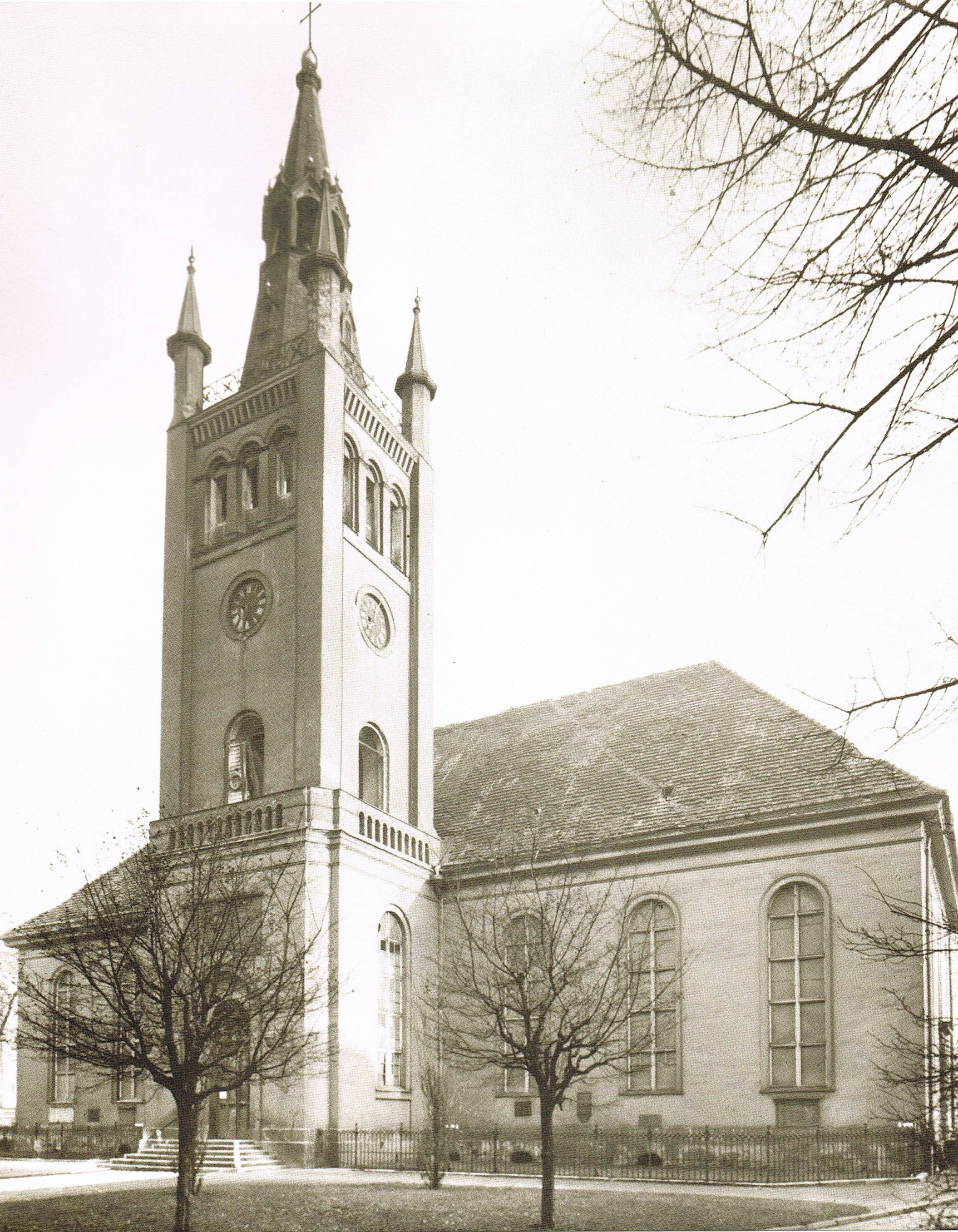
L'église de Luisenstadt en 1935 (avec tour de 1845)

La première pierre de l'église est posée le 27 août 1694 dans le nouveau cimetière de la paroisse Saint-Pierre à Cölln. La raison en est la croissance constante des villes jumelles de Berlin et de Cölln. Le chef de l'église, Sebastian Nethe, s'engage pour la construction et c'est ainsi que l'église reçoit finalement le nom d'Église Saint-Sébastien lors de son inauguration le 21 juillet 1695 par le prévôt Lütkens. L'église est inaugurée avec des cérémonies luthériennes à l'insu du prince électeur calviniste Frédéric III, ce qui l'amène à menacer de refuser le patronage de l'église au magistrat. Les plans de l'église baroque à colombages, avec son plan cruciforme et sa tour en bois, sont réalisés par Martin Grünberg dessine les plans de l'église baroque à pans de bois avec son plan en forme de croix et sa tour en bois. 
L'église reçoit un orgue Schnitger en 1707. Une soixantaine d'années après sa construction, l'édifice est déjà en mauvais état et ne peut être remplacé que par une nouvelle construction des maîtres d'œuvre Christian August Naumann (de) et Johann Gottfried Büring. Ils construisent un nouveau bâtiment sur voûtes, protégé contre les inondations, avec 27 grandes et petites chambres mortuaires qui deviennent les lieux de sépulture, entre autres, du graveur de cour Georg Friedrich Schmidt, du compositeur Wilhelm Friedemann Bach, du réformateur judiciaire prussien Carl Gottlieb Svarez et de l'écrivain Christoph Friedrich Nicolai. En 1785, un décret ministériel change le nom en Église du faubourg de Cölln pendant dix ans. À l'occasion du centenaire, Frédéric-Guillaume II décrète que l'église sera rebaptisée Église Saint-Sébastien. C'est également lui qui autorise l'inhumation des défunts des Églises évangéliques luthériennes ainsi que de l'Église réformée dans le nouveau cimetière.
En 1802, les habitants du quartier de Köpenick demandent au roi Frédéric-Guillaume III de rebaptiser leur domaine en l'honneur de sa femme Louise à Luisenstadt. Cela conduit l'église à s'appeler l'église de Luisenstadt. Le cimetière est fermé quelques années plus tard. Depuis lors, il sert de parc de loisirs pour les résidents locaux. L'église doit à nouveau être réparée en 1841 et 1842 par l'inspecteur en bâtiment Wilhelm Berger (de). Les travaux nécessitent des moyens financiers considérables, de sorte qu'une tour gothique avec une horloge ne peut être achevée qu'en 1845 avec la collaboration de Friedrich August Stüler. D'autres transformations ont lieu de 1936 à 1940 lorsque le chauffage, l'éclairage et les toilettes sont renouvelés.
Pendant la Seconde Guerre mondiale, des bombes incendiaires et explosives frappent l'église lors d'un raid aérien le 3 février 1945. Plus de 50 personnes qui s'étaient réfugiées dans les voûtes du sous-sol de l'église y perdent la vie. Le bâtiment brûle avec la plus grande partie de l'inventaire. Les voûtes funéraires sont entièrement pillées à la fin de la guerre. Après la division de Berlin, l'église de Berlin-Est se trouve à proximité de la frontière du secteur. Après la construction du mur, une clôture en fil de fer doit être érigée autour des ruines et la tour doit être démolie à la hauteur de la corniche. La paroisse n'a pas les moyens de réaliser les travaux ; le magistrat de Berlin-Est refuse d'accorder des fonds de l'Ouest. C'est ainsi que la ruine est dynamitée le 29 mai 1964, les voûtes funéraires comblées avec les gravats de la ruine et les tombes du cimetière aplanies. Une cloche et le tableau à l'huile Le Bon Samaritain de Bernhard Rode sont conservées.
Aujourd'hui une haie de troènes rappelle le plan de l'église. En outre, l'association citoyenne Luisenstadt e. V. veille à ce qu'en 2002 une stèle d'information du sculpteur Nikolaus Bode (de) soit érigée sur le terrain aux allures de parc. Il montre l'église sur un relief et commémore les tombes de Svarez, Bach et Nicolai. La Sebastianstraße (de) voisine porte ce nom en référence à l'église. En août 2019, le Luisenstadt e. V., avec le soutien de l'investisseur voisin, initie un renouvellement du monument archéologique. Une ancienne plaque vandalisée est remplacée par une plaque nouvellement conçue.